# Rhimphoctona melanura
Rhimphoctona melanura là một loài tò vò trong họ Ichneumonidae.